# Esqui estilo livre nos Jogos Olímpicos de Inverno de 2018
As competições de esqui estilo livre nos Jogos Olímpicos de Inverno de 2018 foram realizadas no Parque de Neve Phoenix, localizado em Bongpyeong-myeon, Pyeongchang, entre 9 e 23 de fevereiro.

## Programação
A seguir está a programação da competição para os dez eventos da modalidade.
Horário local (UTC+9).
| Data            | Horário     | Evento                               |
| --------------- | ----------- | ------------------------------------ |
| 9 de fevereiro  | 10:00       | Moguls feminino – qualificação       |
| 9 de fevereiro  | 11:45       | Moguls masculino – qualificação      |
| 11 de fevereiro | 19:30 21:00 | Moguls feminino – finais             |
| 12 de fevereiro | 19:30 21:00 | Moguls masculino – finais            |
| 15 de fevereiro | 20:00       | Aerials feminino – qualificação      |
| 16 de fevereiro | 20:00       | Aerials feminino – final             |
| 17 de fevereiro | 10:00       | Slopestyle feminino – qualificação   |
| 17 de fevereiro | 13:00       | Slopestyle feminino – final          |
| 17 de fevereiro | 20:00       | Aerials masculino – qualificação     |
| 18 de fevereiro | 10:00       | Slopestyle masculino – qualificação  |
| 18 de fevereiro | 13:15       | Slopestyle masculino – final         |
| 18 de fevereiro | 20:00       | Aerials masculino – final            |
| 19 de fevereiro | 10:00       | Halfpipe feminino – qualificação     |
| 20 de fevereiro | 10:30       | Halfpipe feminino – final            |
| 20 de fevereiro | 13:00       | Halfpipe masculino – qualificação    |
| 21 de fevereiro | 11:30       | Ski cross masculino – posicionamento |
| 21 de fevereiro | 13:15       | Ski cross masculino – final          |
| 22 de fevereiro | 10:00       | Ski cross feminino – posicionamento  |
| 22 de fevereiro | 11:30       | Halfpipe masculino – final           |
| 23 de fevereiro | 10:00       | Ski cross feminino – final           |

## Medalhistas
Masculino
| Evento              | Ouro                            | Prata                            | Bronze                                        |
| ------------------- | ------------------------------- | -------------------------------- | --------------------------------------------- |
| Aerials detalhes    | Oleksandr Abramenko UKR Ucrânia | Jia Zongyang CHN China           | Ilya Burov OAR Atletas Olímpicos da Rússia    |
| Halfpipe detalhes   | David Wise USA Estados Unidos   | Alex Ferreira USA Estados Unidos | Nico Porteous NZL Nova Zelândia               |
| Moguls detalhes     | Mikaël Kingsbury CAN Canadá     | Matt Graham AUS Austrália        | Daichi Hara JPN Japão                         |
| Slopestyle detalhes | Øystein Bråten NOR Noruega      | Nick Goepper USA Estados Unidos  | Alex Beaulieu-Marchand CAN Canadá             |
| Ski cross detalhes  | Brady Leman CAN Canadá          | Marc Bischofberger SUI Suíça     | Sergey Ridzik OAR Atletas Olímpicos da Rússia |

Feminino
| Evento              | Ouro                           | Prata                              | Bronze                             |
| ------------------- | ------------------------------ | ---------------------------------- | ---------------------------------- |
| Aerials detalhes    | Hanna Huskova BLR Bielorrússia | Zhang Xin CHN China                | Kong Fanyu CHN China               |
| Halfpipe detalhes   | Cassie Sharpe CAN Canadá       | Marie Martinod FRA França          | Brita Sigourney USA Estados Unidos |
| Moguls detalhes     | Perrine Laffont FRA França     | Justine Dufour-Lapointe CAN Canadá | Yuliya Galysheva KAZ Cazaquistão   |
| Slopestyle detalhes | Sarah Höfflin SUI Suíça        | Mathilde Gremaud SUI Suíça         | Isabel Atkin GBR Grã-Bretanha      |
| Ski cross detalhes  | Kelsey Serwa CAN Canadá        | Brittany Phelan CAN Canadá         | Fanny Smith SUI Suíça              |

## Quadro de medalhas
| Ordem | País                            | Medalha de ouro | Medalha de prata | Medalha de bronze |    | Ordem por total |
| ----- | ------------------------------- | --------------- | ---------------- | ----------------- | -- | --------------- |
| 1     | CAN Canadá                      | 4               | 2                | 1                 | 7  | 1               |
| 2     | USA Estados Unidos              | 1               | 2                | 1                 | 4  | 2               |
|       | SUI Suíça                       | 1               | 2                | 1                 | 4  | 2               |
| 4     | FRA França                      | 1               | 1                |                   | 2  | 5               |
| 5     | BLR Bielorrússia                | 1               |                  |                   | 1  | 7               |
|       | NOR Noruega                     | 1               |                  |                   | 1  | 7               |
|       | UKR Ucrânia                     | 1               |                  |                   | 1  | 7               |
| 8     | CHN China                       |                 | 2                | 1                 | 3  | 4               |
| 9     | AUS Austrália                   |                 | 1                |                   | 1  | 7               |
| 10    | OAR Atletas Olímpicos da Rússia |                 |                  | 2                 | 2  | 5               |
| 11    | KAZ Cazaquistão                 |                 |                  | 1                 | 1  | 7               |
|       | GBR Grã-Bretanha                |                 |                  | 1                 | 1  | 7               |
|       | JPN Japão                       |                 |                  | 1                 | 1  | 7               |
|       | NZL Nova Zelândia               |                 |                  | 1                 | 1  | 7               |
| TOTAL | TOTAL                           | 10              | 10               | 10                | 30 | —               |